# نیروهای مسلح غنا
نیروهای مسلح غنا (انگلیسی: Ghana Armed Forces) نیروهای نظامی غنا است، که از ارتش غنا، نیروی هوایی غنا و نیروی دریایی غنا تشکیل شده است.